# Белл, Иэн
Иэн Колин Грэм Белл (англ. Ian Colin Graham Bell; род. 31 октября 1962, Хатфилд, Хартфордшир) — английский программист, вместе с Дэвидом Брэбеном спроектировавший и разработавший компьютерную игру Elite (1984), в дальнейшем получившую мировое признание.

## Образование
Белл учился в независимой школе святого Албана . Высшее образование получил в Джизус-Колледже, получив 1-ю степень по математике в 1985 году и Кембриджский диплом в области компьютерных наук в 1986 году.

## Карьера
Работал старшим инженером-программистом в Autodesk. Белл выступал на игровом фестивале GameCity в 2009 году. Белл упомянул в своем выступлении о влиянии игр:
Мы проникали в сознания и воображения детей, в некотором роде формируя их характер и жизненную историю. Я рад, что [Elite] — это не Doom; рад, хотя мы даже не думали в этих терминах; потому что я думаю, что [Elite] влияет на людей положительно, с одной стороны давая им хорошие воспоминания, с другой — обучая их новому типу мышления и пробуждая в них интерес.

### Разработка игр
Его работа над Elite (1984) включала программирование в машинном коде с использованием языка ассемблера. Elite была открытой нелинейной игрой с революционной для того времени 3D-графикой. До Elite он разработал Free Fall, выпущенной Acornsoft в 1983 году для BBC Micro. В ней игрок в роли инопланетянина дерётся с астронавтом на космической станции; Белл называл Free Fall «первым в истории beat ’em up». Позже Белл выложил исходный код Free Fall и Elite на своем веб-сайте.